# Hayden Wesneski
Hayden Gregory Wesneski (Houston, Texas, 5 de diciembre de 1997), más conocido como Hayden Wesneski, es un jugador profesional estadounidense de béisbol que se desempeña en la posición de lanzador en Houston Astros, equipo de las Grandes Ligas de Béisbol (MLB).

## Carrera
Wesneski hizo su debut en la MLB con el equipo Chicago Cubs, en el cual jugó tres temporadas (2022-2024), después pasó a Houston Astros.